# ماري ديغنام
ماري إيلا ديغنام (اسمها الأصلي «ماري إيلا ويليامز»؛ 1857-1938)، رسامة ومعلمة ومنظِّمة فنون، عرف عنها أنها مؤسِّسة «جمعية الفنون النسائية في كندا» وأول رئيسة لها.

## حياتها
ولدت ماري إيلا ويليامز في [[بورت بورويل (أونتاريو). درست الفنون في المدرسة الغربية للفنون والتصميم في لندن (أونتاريو). عام 1886، انتقلت إلى نيويورك للتدرّب في رابطة طلاب الفنون في نيويورك، ثم قضت وقتاً في باريس في ورشة عمل فنية كان يديرها رافاييل كولين (1850-1916) ولوك-أوليفر ميرسون (1846-1920).
عام 1886، أسست ماري نادي الفن النسائي، الذي تطور لاحقاً ليصبح «جمعية الفنون النسائية الكندية». خلال فترة رئاستها للجمعية (1887-1913، 1935-1938)، كانت ماري القوة الدافعة وراء إنتاج «خدمة عشاء ولاية كابوت التذكاري». وهو عشاء كان يتكون من 8 أطباق رئيسة مرسومة يدوياً تقدم في 24 موقعاً تمثل مواضيع كندية، تعدها عضوات الجمعية، احتفاءً بالذكرى السنوية الأربعمائة لذكرى اكتشاف كندا على يد جون كابوت.
بعد أن عادت إلى كندا في 1891، درّست في مدرسة فنون للسيدات في تورنتو، ثم نظّمت أول استديوهات فنية لكلية مولتون للبنات في جامعة ماكماستر. عام 1898، نظمّت ماري مع ليدي إدغار زوجة رئيس مجلس العموم الكندي فعالية لأعضاء مجلس العموم والشيوخ للاشتراك في شراء الخدمات التي كانت مقدمة رسمياً من قبل الليدي أبردين مقابل 1000 دولار وذلك بمناسبة انتهاء فترة خدمة زوجها كحاكم عام كندا. ساعدت بعد ذلك في تنظيم «الجمعية الدولية للرسامات والنحاتات»، وفي عام 1900 أنشأت أول معرض فني دولي للنساء اشتركت فيه عضوات جمعية الفنون النسائية وجمعية الفنون النسوية العالمية.
كانت ماري دينغام عضوة في رابطة مونتريال للفنون (1886-1931)، وجمعية أونتاريو للفنانين (1883-1912)، والأكاديمية الكندية الملكية للفنون ومعرض تورنتو الصناعي (1891-1900). عرضت أعمالها في جميع أنحاء كندا وفي نيويورك ولندن وباريس وشيكاغو.

## وفاتها
توفيت ماري ديغنام عام 1938 في تورنتو، أونتاريو.

## وصلات خارجية
- Canadian Women Artists History Initiative (Concordia University) DIGNAM, Mary Ella سيرة ذاتية